# John Wisden
John Wisden (né le 5 septembre 1826 à Brighton et mort le 5 avril 1884 à Westminster, Londres) était un joueur de cricket anglais puis fondateur de l'almanach spécialisé sur le cricket qui porte son nom, le Wisden Cricketers' Almanack, en 1864.
Réputé en tant qu'all-rounder, il disputa un total de 186 matchs de first-class cricket avec les équipes du Kent, du Sussex et du Middlesex entre 1845 et 1863. Il a reçu le titre de Wisden Cricketer of the Year, décerné par l'almanach qu'il a fondé, de manière posthume en 1913.

## Biographie

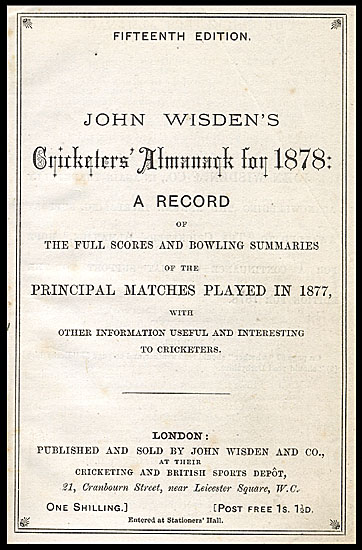
Couverture de l'édition 1878 de l'almanach fondé par John Wisden.

Né à Brighton le 5 septembre 1826, John Wisden part pour Londres après le décès de son père. Il débute en first-class cricket avec l'équipe du Sussex à l'âge de 18 ans.
Il se distingue en tant qu'all-rounder. Au début de sa carrière, il réussit à prendre en moyenne environ 10 wickets par match. En 1849, il marque le premier de ses deux centuries avec le Sussex contre le Kent.
En 1850, il réussit à prendre les 10 wickets de ses adversaires dans un même innings lors d'un match entre le Nord et le Sud de l'Angleterre à Lord's. Tous ses adversaires sont éliminés en étant bowled, c'est-à-dire parce que Wisden a touché leur wicket, ce qui rend sa performance unique dans l'histoire du first-class cricket. La même année, il réussit 340 wickets en 38 matchs. En 1855, avec 148 runs contre l'équipe du Yorkshire, il réalise son second century, le seul marqué cette saison-là dans le County Championship.
En 1859, il mène une équipe de joueurs anglais en tournée aux États-Unis et au Canada. Ses performances au lancer sont moins bonnes au fur et à mesure que sa carrière avance. Des rhumatismes l'obligent à stopper celle-ci à l'âge de 37 ans, en 1963.
L'année suivante, il lance la première édition de l'almanach qui porte son nom, et qui édité chaque année depuis.
Il décède d'un cancer le 5 avril 1884.

## Équipes
- Kent (1845 - 1863)
- Sussex (1854)
- Middlesex (1859 - 1863)

## Statistiques enfirst-class cricket
| Batteur | Matchs | Innings | Not out | Meilleur score        | Moyenne |
| Batteur | 186    | 326     | 33      | 148                   | 14.12   |
| Bowler  | Matchs | Lancers | Wickets | Meilleure performance | Moyenne |
| Bowler  | 186    | 24208   | 1109    | 10/58                 | 6.66    |

## Récompenses
- Wisden Cricketer of the Year de l'année 1913. John Wisden a été honoré à titre posthume, 29 ans après sa mort et 50 ans après la fin de sa carrière en first-class cricket. Il a reçu cette distinction seul cette année-là, alors qu'usuellement cinq joueurs sont distingués chaque année.